# Serviciu de acces la distanță
Un serviciu de acces la distanță (RAS) este orice combinație de hardware și software pentru a permite accesul la distanță la instrumente sau informații care se află de obicei într-o rețea de dispozitive IT.
Un serviciu de acces de la distanță conectează un client la un computer gazdă, cunoscut sub numele de server de acces la distanță. Cea mai comună abordare a acestui serviciu este controlul de la distanță al unui computer prin utilizarea unui alt dispozitiv care necesită conexiune la internet sau la orice altă rețea.
Iată pașii de conectare:
1. Utilizatorul se conectează la un PC de la birou.
2. Apoi, PC-ul de la birou se conectează la un server de fișiere unde sunt stocate informațiile necesare.
3. PC-ul de la distanță preia controlul monitorului și tastaturii PC-ului de la birou, permițând utilizatorului de la distanță să vizualizeze și să manipuleze informații, să execute comenzi și să schimbe fișiere.

Mulți producători de calculatoare și birourile de asistență ale marilor întreprinderi utilizează acest serviciu pe scară largă pentru rezolvarea problemelor tehnice ale clienților lor. Prin urmare, puteți găsi diverse aplicații profesionale pentru desktop de la distanță de tip first-party, third-party, open source și freeware. Unele dintre acestea sunt multiplatformă pe diferite versiuni de Windows, macOS, UNIX și Linux. Programele de desktop la distanță pot include LogMeIn sau TeamViewer.
Pentru a utiliza RAS de la un nod la distanță, este necesar un program client RAS sau orice software client PPP. Majoritatea programelor de control de la distanță funcționează cu RAS. PPP este un set de protocoale industriale standard de încadrare și autentificare care permit accesul la distanță.
Microsoft Remote Access Server (RAS) este predecesorul Microsoft Routing and Remote Access Server (RRAS). RRAS este o caracteristică a Microsoft Windows Server care permite clienților Microsoft Windows să acceseze de la distanță o rețea Microsoft Windows.

## Istoric
Termenul a fost inventat inițial de Microsoft cu referire la instrumentele de acces de la distanță integrate în Windows NT. RAS este un serviciu furnizat de Windows NT care permite ca majoritatea serviciilor care ar fi disponibile într-o rețea să fie accesate printr-o legătură de modem. Serviciul include suport pentru dialup și logon⁠(d), prezintă aceeași interfață de rețea ca și driverele de rețea normale (deși ușor mai lente). RAS funcționează cu mai multe protocoale de rețea majore, inclusiv TCP/IP, IPX și NBF. Nu este necesar să se execute Windows NT pe client — există versiuni de client pentru alte sisteme de operare Windows. RAS permite utilizatorilor să se conecteze la o rețea locală bazată pe NT folosind un modem, o conexiune X.25⁠(d) sau o legătură WAN.
Începând cu mijlocul anilor 1990, mai mulți producători, cum ar fi U.S. Robotics, au produs „servere terminale modem”. În loc să aibă porturi RS-232⁠(d), acestea încorporau direct un modem analogic. Aceste dispozitive erau utilizate în mod obișnuit de furnizorii de servicii de internet pentru a permite consumatorilor să apeleze prin dial-up. Versiunile moderne au interfață cu un ISDN PRI în loc să aibă porturi pentru modem analogic.
Serviciile de acces la distanță sunt în prezent utilizate în mod obișnuit pentru asistența tehnică online pentru calculatoarele personale. Primul exemplu a fost în 1987 în Regatul Unit, furnizat de o companie numită Jade Technologies. Aceasta folosea programul bazat pe MS-DOS numit PC Anywhere⁠(d) pentru a se conecta direct la MS-DOS și la primele PC-uri bazate pe Windows. Compania furnizase suport RAS pentru sistemele corporative bazate pe Unix încă din 1985.